# Avenida Jiménez (estación)
La estación de intercambio Avenida Jiménez hace parte del sistema de transporte masivo de Bogotá, TransMilenio, inaugurado en el año 2000.

## Ubicación
La estación está ubicada en el corazón del centro de la ciudad, más específicamente en la intersección de la Avenida Jiménez con Avenida Caracas.
La estación tiene acceso por tres entradas: una en la Avenida Caracas con Calle 11, otra en la Avenida Jiménez con Carrera 12 y la última, en el costado suroriental de la intersección de la Avenida Caracas con la Avenida Jiménez. Los dos brazos de la estación están comunicados por un túnel, que a su vez está comunicado con la salida que queda ubicada en la intersección.
Atiende la demanda de los barrios La Capuchina, Santa Inés, San Victorino, Voto Nacional y alrededores.
En las cercanías están la sede Centro del SENA, la Academia Superior de Artes de Bogotá (ASAB), la Plaza de San Victorino, la Plaza de Los Mártires, la Basílica del Voto Nacional y la zona comercial de San Victorino.

## Origen del nombre
La estación recibe su nombre de una de las calles por las que tiene acceso.

## Historia
Fue inaugurada el 18 de diciembre de 2000 originalmente como estación sencilla y parte de las primeras 21 estaciones puestas en funcionamiento del sistema TransMilenio. 
El 13 de mayo de 2003, la entrada peatonal costado norte de la estación sobre la Avenida Caracas fue intervenida para darle inicio a la construcción de un túnel de transferencia, la cual conectaría con la ampliación de la estación sobre la Avenida Jiménez. La construcción del túnel y la nueva estación duraron alrededor de 6 meses para luego entrar en operación junto con la Troncal Calle 13 comprendida entre esta estación hasta Puente Aranda el 9 de noviembre de 2003.
Junto con la estación Ricaurte y las estaciones Universidades - CityU y Las Aguas - Centro Colombo Americano, son las tres estaciones de transferencia peatonal con las que cuenta el sistema.
El día 29 de agosto de 2013, durante el paro nacional agrario en Colombia, se registraron los ataques contra esta estación del sistema, en los vagones correspondientes a la Avenida Jiménez con Carrera 12, dejando múltiples daños y pérdidas materiales. Sin embargo, al día siguiente la estación estaba funcionando normalmente con nueva infraestructura.
El día 1 de mayo de 2015, durante las marchas del Día Internacional de los Trabajadores, se registró un nuevo ataque contra esta estación, en los mismos vagones de la Carrera 12 con la avenida homónima, en donde dejaron 16 lesionados y una pérdida de 5 millones de pesos.
Durante el paro nacional de 2021, la estación sufrió diversos ataques que afectaron de forma considerable las puertas de vidrio y demás infraestructura de la estación, razón por la cual se encontró inoperativa por algunos días luego de lo ocurrido.

## Servicios de la estación

### Servicios troncales
| Tipo                                                           | Rutas al Norte | Rutas al Oriente | Rutas al Sur    | Rutas al Occidente |
| -------------------------------------------------------------- | -------------- | ---------------- | --------------- | ------------------ |
| Vagones Avenida Caracas                                        |                |                  |                 |                    |
| Ruta fácil                                                     | 3 8            |                  | 3 8             |                    |
| Expresos todos los días todo el día                            | B18 B75 C15    |                  | H15 H54 H75 L18 | K54                |
| Expresos lunes a viernes horas pico de la mañana y de la tarde | B27            |                  | H27             |                    |
| Expresos lunes a viernes hora pico de la mañana                |                | J76              |                 |                    |
| Expresos lunes a viernes hora pico de la tarde                 |                |                  | H76             |                    |
| Vagones Avenida Jiménez                                        |                |                  |                 |                    |
| Ruta fácil                                                     |                | 5                |                 | 5                  |
| Expresos todos los días todo el día                            |                | J23              |                 | F23                |
| Expresos lunes a viernes hora pico de la mañana                |                | J70              |                 |                    |

### Esquema
| Av. Jiménez | Carrera 12  | Carrera 12  | Carrera 12  | Av. Jiménez |               |             |             |             |             |
| Av. Jiménez | Occidente ↓ |             | ↑ Oriente   | Av. Jiménez |               |             |             |             |             |
| Av. Jiménez | 5           | Vagón 5     | J23         | Av. Jiménez |               |             |             |             |             |
| Av. Jiménez | 5F23        | Vagón 4     | J70         | Av. Jiménez | Boca de Túnel |             |             |             |             |
| Av. Jiménez | Av. Caracas | Av. Caracas | Av. Caracas | Av. Jiménez | Av. Caracas   | Av. Caracas | Av. Caracas | Av. Caracas | Av. Caracas |
| Av. Jiménez | ← Norte     | Túnel       | ↑ Oriente   | Av. Jiménez | 38            | B18B27B75   | C15J76 K54  | ← Norte     | Calle 11    |
| Av. Jiménez |             | Túnel       | Túnel       | Av. Jiménez | Vagón 3       | Vagón 2     | Vagón 1     |             | Calle 11    |
| Av. Jiménez | Occidente ↓ |             | Sur →       | Av. Jiménez |               | 8H54H75H76  | 3H15H27L18  | Sur →       | Calle 11    |

## Ubicación geográfica
| Noroeste: Los Mártires | Norte: A Calle 19     | Nordeste: Santa Fe       |
| Oeste: F De La Sabana  |                       | Este: J Museo del Oro    |
| Suroeste: Los Mártires | Sur: A Tercer Milenio | Sureste: L San Victorino |